# Shannonomyia vocator
Shannonomyia vocator är en tvåvingeart som beskrevs av Alexander 1944. Shannonomyia vocator ingår i släktet Shannonomyia och familjen småharkrankar.
Artens utbredningsområde är Ecuador. Inga underarter finns listade i Catalogue of Life.